# Onegai Dakara...
Singles de Erina Mano
Haru no Arashi
(2010) Genkimono de Ikō!
(2010)
Onegai Dakara... (お願いだから…) est le 7e single "major" (et 10e single au total) de la chanteuse japonaise Erina Mano (真野恵里菜), sorti en 2010.

## Présentation
Le single est sorti le 12 mai 2010 au Japon sous le label hachama, dans le cadre du Hello! Project. Il atteint la 10e place du classement Oricon, et reste classé pendant 2 semaines, pour un total de 13 982 exemplaires vendus durant cette période. Il sort également dans deux éditions limitées avec des pochettes différentes, notées "A" avec en supplément un DVD, et "B". Le single sort aussi au format "single V" (DVD) une semaine après.
Les deux chansons du single sont écrites par Yoshiko Miura (三浦徳子), et cette fois composées et produites par Taisei. Seule la chanson-titre figurera sur l'album More Friends qui sortira en fin d'année. Quatre membres du Hello! Pro Egg (Momoka Komine, Ayano Sato, Akari Saho, et Mizuki Fukumura) accompagnent la chanteuse comme danseuses dans le clip vidéo de la chanson et lors de certaines interprétations scéniques.

## Liste des titres
Single CD
1. Onegai Dakara... (お願いだから…?)  – 04:22
2. Hanakotoba (花言葉?) – 04:22
3. Onegai Dakara... (Instrumental) (お願いだから…?) – 04:00

DVD de l'édition limitée "A"
1. Onegai Dakara... (Dance Shot Ver.) (お願いだから…?)

Single V (DVD)
1. Onegai Dakara... (お願いだから…?)
2. Onegai Dakara... (Close-up Ver.) (お願いだから…?)
3. Making of (メイキング映像?)